# Siversk
Siversk (în ucraineană Сiверськ, transliterat: Siversk, în rusă Северск, transliterat: Seversk, denumit până în 1973 Iama) este un oraș din raionul Bahmut, regiunea Donețk, Ucraina.